# Formation du psychanalyste
La formation du psychanalyste est une question débattue depuis les origines de la psychanalyse au croisement des associations de psychanalyse, de l'analyse profane, de la médecine et des institutions universitaires ainsi que de l’État et de la législation. La condition sine qua non est la nécessité pour le psychanalyste d'avoir effectué lui-même une psychanalyse. Les psychanalystes sont également affiliés à des associations de psychanalyse.

## Généralités
C'est à la suggestion de Carl Gustav Jung en 1912, alors président de l'Association psychanalytique internationale, que Sigmund Freud décida que tout psychanalyste devait avoir au préalable fait l'expérience d'une psychanalyse personnelle. Ce critère fut désormais admis comme la condition nécessaire à toute formation du psychanalyste. 
En 1926, dans un texte qui porte ce titre, Freud affirme la possibilité de la « psychanalyse profane », c'est-à-dire de la psychanalyse exercée par les non-médecins, afin d'apporter sa contribution à un débat qui préoccupe alors, non seulement les psychanalystes, mais également les médecins, et leurs associations, qui souhaitent délimiter les cadres de leurs exercices professionnels mutuels, de la médecine et de la psychanalyse. Leur questionnement concerne au premier chef celle de la formation des psychanalystes, d'abord, en Autriche, puis progressivement, à mesure que la psychanalyse s'internationalise dans les années 1930, du fait de l'exil de nombreux analystes, elle se pose également aux États-Unis, en Argentine, et en France. 
Toutefois, il n'y eut pas d'uniformisation des exigences de formation et les associations créèrent leurs propres cursus, et donc leurs propres instituts de formation, qui respectaient leurs propres exigences.
En général, une analyse didactique est suivie d'une analyse sous contrôle ou supervision,.

## En France

### Législation
En France, l'article 52 de la loi de 2004 sur la politique de santé publique modifiée en 2011 ainsi que son décret d'application, règlemente le titre de  psychothérapeute. Les psychanalystes "régulièrement enregistrés dans les annuaires de leurs associations" peuvent être dispensés d'une partie de la formation permettant de porter le titre de psychothérapeute. Mais le titre de psychanalyste lui-même n'est pas réglementé par l'État.

### Histoire
La question de la formation du psychanalyste a été beaucoup discutée depuis l'introduction de la psychanalyse en France. Ceci témoigne de sa complexité aux yeux des principaux acteurs, et de ses enjeux concernant l'avenir de la psychanalyse.

La première société de psychanalyse française, la Société psychanalytique de Paris est créée qu'en 1926 et, dès 1934, le premier institut de formation se forme en son sein recréé après la libération.

L'histoire de la psychanalyse en France est marquée, comme dans de nombreux pays à la même époque, par des discussions portant sur la formation des psychanalystes. Les débats portaient sur les éléments jugés nécessaires à la formation psychanalytique, et sur les exigences requises et les contrôles à mettre en place pour s'assurer de la qualité des psychanalystes didacticiens, qui devaient former les candidats psychanalystes, et des critères permettant d'évaluer l'avancement de la formation de ces candidats, avant de les laisser mener à leur tour, des psychanalyses? Enfin, l'analyse personnelle et l'analyse didactique, menée dans le cadre de la formation du psychanalyste, étaient-elles de même nature?[réf. souhaitée]
Les différences de points de vue des sociétés de psychanalyse autant que des psychanalystes eux-mêmes sur les questions en lien avec la formation des psychanalystes ont contribué aux différentes scissions à partir de la Société psychanalytique de Paris et ses relations avec l'Association Psychanalytique Internationale (API)
 qui reconnait depuis 2007 le modèle français de formation à côté de celui d'Eitingon en vigueur depuis 1920.

### Analyse profane et formation
La question de l'analyse profane s'était posée en Autriche lors de l'affaire Theodor Reik, et avait conduit Freud à prendre parti pour un exercice de la psychanalyse ouvert aux non-médecins, dans un ouvrage de circonstance, La question de l'analyse profane et en Suisse, à propos d'Oskar Pfister et de Charles Baudouin[réf. souhaitée]. 
Aujourd'hui la plupart des associations proposant des formations résultent de cette histoire. Elles sont en général discrètes auprès du grand public, exigeantes sur la sélection des candidats et sur leurs parcours personnels. La possibilité d'une pratique de l'analyse par des non-médecins n'est plus discutée aujourd'hui en France. Certaines ont supprimé l'obligation de la psychanalyse didactique, psychanalyse seconde auprès d'un membre de l'association. Il n'y a pas de cursus général, ni de nombre d'années requis, le candidat étant autorisé à exercer sous supervision lorsque sa préparation est estimée suffisante suivant des modalités variables.

### La psychanalyse à l'université
La psychanalyse est également enseignée à l'Université, notamment dans certains cursus de psychologie ou dans des formations spécifiques de Master de psychanalyse. Ces formations académiques ne sont pas conçues comme des formations aux fonctions de psychanalyste, qui requiert toujours au minimum une psychanalyse personnelle et des supervision de "cure type" qui ont lieu seulement dans des sections de formation à la pratique de la psychanalyse des sociétés de psychanalyse-pas à l'université, mais comme des formations théoriques pouvant être complétées par ailleurs[réf. souhaitée]. Toutefois, la loi réglementant le titre de  psychothérapeute reconnaît les Masters de psychanalyse[réf. souhaitée], ainsi que le Doctorat en médecine et les Masters de psychologie, comme permettant d'accéder au titre de psychothérapeute, moyennant une formation complémentaire à la psychopathologie et un stage.